# Dasineura alopecuri
Dasineura alopecuri är en tvåvingeart som först beskrevs av Reuter 1895.  Dasineura alopecuri ingår i släktet Dasineura och familjen gallmyggor. Inga underarter finns listade i Catalogue of Life.